# Bactrocera angustifasciata
Bactrocera angustifasciata
 es una especie de díptero que Drew describió por primera vez en 1989. Bactrocera angustifasciata pertenece al género Bactrocera de la familia Tephritidae.